# Elecciones generales de las Islas Feroe de 2004
Elecciones generales tuvieron lugar en las Islas Feroe el 20 de enero de 2004.

## Resultados
| Partidos                               | Partidos                       | Votos  | %     | Escaños |
| -------------------------------------- | ------------------------------ | ------ | ----- | ------- |
|                                        | Partido Unionista              | 7 501  | 23,7  | 7       |
|                                        | Partido de la Igualdad         | 6 921  | 21,8  | 7       |
|                                        | República                      | 6 890  | 21,7  | 8       |
|                                        | Partido Popular                | 6 530  | 20,6  | 7       |
|                                        | Partido de Centro              | 1 661  | 5,2   | 2       |
|                                        | Partido del Autogobierno       | 1 461  | 4,6   | 1       |
|                                        | El Partido Gracioso            | 747    | 2,4   | 0       |
| Total (participación de 92,1%)         | Total (participación de 92,1%) | 31 711 | 100,0 | 32      |
| Fuentes: Rulers.org, logting.fo, uf.fo |                                |        |       |         |

- Datos: Q4570344